# Estació de Figueres-Vilafant
Figueres-Vilafant, anteriorment Alt Empordà, és una estació de ferrocarril de la línia d'alta velocitat Madrid - Barcelona - Figueres en el punt de connexió amb la línia també d'alta velocitat Figueres-Perpinyà que es troba entre les poblacions de Vilafant i Figueres a la comarca de l'Alt Empordà.
L'estació s'inaugurà el 2010 amb l'obertura del traçat transpirininenc entre Figueres i Perpinyà. Tot i que el gener de 2013 s'enllestí la construcció del tram entre Barcelona i Figueres, no fou fins al desembre que fou possible ciculació de trens en ambdues direccions.

## Serveis Ferroviaris

### Regionals
Pel fet que només hi circulin trens d'ample internacional, l'únic servei de mitjana distància és l'Avant que uneix l'estació amb Barcelona i Girona. Aquest serveis es fan amb trens AVE amb tarifació Avant.
| Serveis regionals de Rodalies de Catalunya |        |       |          |                        |
| Procedència/Destinació                     | <      | Línia | >        | Procedència/Destinació |
| Barcelona-Sants                            | Girona | Avant | terminal | terminal               |

### Llarga Distància
| Tipus de tren | <<                         | >>                 | Parades intermèdies                                                                                                 | Característiques |
| ------------- | -------------------------- | ------------------ | --- | ---------------- |
|               | Barcelona-Sants            | París-Gare de Lyon | Girona · Perpinyà · Narbona · Besiers · Montpeller - Sud de France · Nimes Pont du Gard · Valence TGV               | 2 trens diaris   |
| AVE           | Barcelona-Sants            | Lió Part-Dieu      | Girona · Perpinyà · Narbona · Montpeller · Nimes Centre · Valence TGV                                               | 1 tren diari     |
| AVE           | Madrid-Puerta de Atocha    | Marsella           | Barcelona-Sants · Girona · Perpinyà · Narbona · Besiers · Montpeller · Nimes · Avignon TGV · Aix-en-Provence TGV    | 1 tren diari     |
| AVE           | Madrid-Puerta de Atocha    | terminal           | Girona · Barcelona-Sants · Camp de Tarragona · Lleida Pirineus · Saragossa-Delicias · Calataiud · Guadalajara-Yebes |                  |
| Euromed       | València - Joaquim Sorolla | terminal           | Girona · Barcelona-Sants · Tarragona · Castelló de la Plana                                                         |                  |
| Avlo          | Madrid-Puerta de Atocha    | terminal           | Girona · Barcelona-Sants · Camp de Tarragona · Lleida Pirineus · Saragossa-Delicias · Calataiud · Guadalajara-Yebes |                  |

## Galeria d'imatges

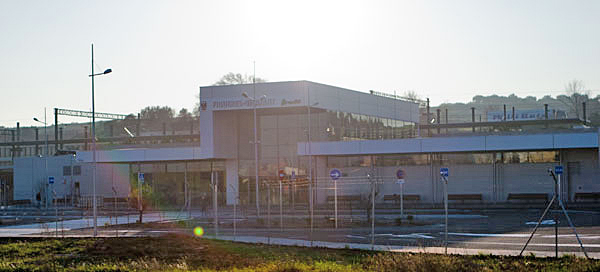
Accès a l'estació
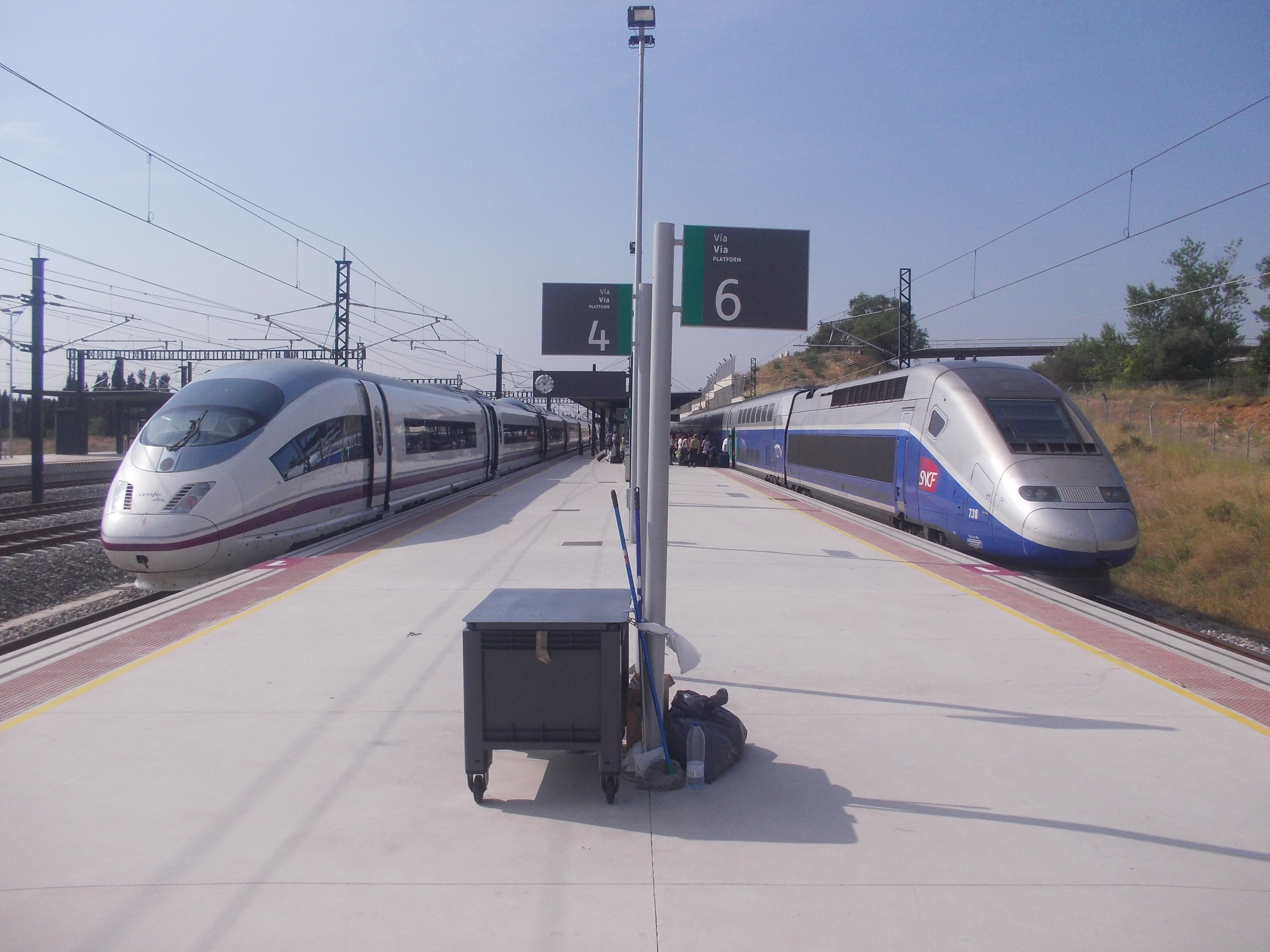
Un AVE 103 (Siemens AG Velaro) de RENFE i un TGV Duplex de la SNCF.
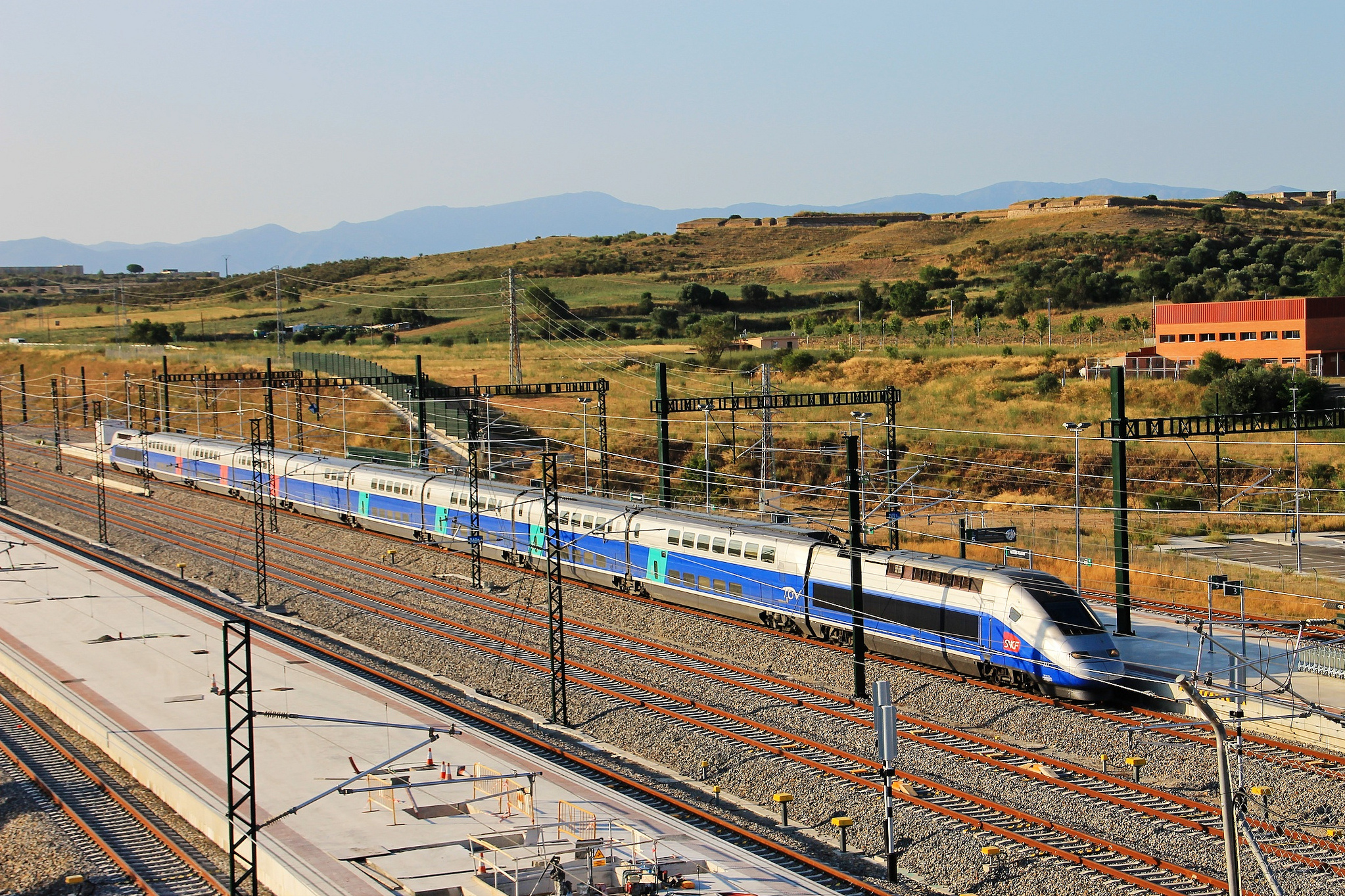
TGV arribant a l'estació de Figueres-Vilafant. Darrere, al turó de la dreta, el Castell de Sant Ferran